# Daniel Håkans
Daniel Håkans (sinh ngày 26 tháng 10 năm 2000) là một cầu thủ bóng đá chuyên nghiệp người Phần Lan hiện tại đang thi đấu ở vị trí tiền vệ cánh cho câu lạc bộ Vålerenga tại Eliteserien, và Đội tuyển bóng đá quốc gia Phần Lan.

## Sự nghiệp thi đấu
Håkans lần đầu tiên chuyển ra nước ngoài vào năm 2022, dưới dạng cho mượn cho câu lạc bộ hạng nhất của Na Uy, Jerv. Bất chấp việc Jerv bị xuống hạng, Håkans đã ký hợp đồng chuyển nhượng vĩnh viễn trước mùa giải 2023. Tuy nhiên, chỉ sau một thời gian ngắn, Håkans đã được Vålerenga mua lại như một sự thay thế cho Osame Sahraoui. Anh thường ăn mừng các bàn thắng của mình bằng kiểu ăn mừng của Käärijä.

## Sự nghiệp quốc tế
Vào ngày 8 tháng 6 năm 2023, anh được gọi lên Đội tuyển bóng đá quốc gia Phần Lan lần đầu tiên; sau đó ra mắt đội tuyển quốc gia vào ngày 16 tháng 6 năm 2023, trong trận gặp Slovenia. Vào ngày 19 tháng 6 năm 2023, trong lần ra sân quốc tế thứ 2, anh đã ghi bàn thắng đầu tiên cho đất nước mình - một cú hat-trick trong vòng 9 phút - sau khi vào sân thay cho Oliver Antman ở phút thứ 60 của thắng lợi 6–0 trước San Marino tại Vòng loại giải vô địch bóng đá châu Âu 2024.

## Thống kê sự nghiệp

### Quốc tế
Tính đến 19 tháng 6 năm 2023
| Đội tuyển quốc gia | Năm       | Trận | Bàn thắng |
| ------------------ | --------- | ---- | --------- |
| Phần Lan           | 2023      | 2    | 3         |
| Tổng cộng          | Tổng cộng | 2    | 3         |

## Bàn thắng quốc tế
Tỷ số và kết quả liệt kê bàn thắng đầu tiên của Phần Lan, cột điểm cho biết điểm số sau mỗi bàn thắng của Håkans.
| # | Thời gian            | Địa điểm                                          | TĐQT | Đối thủ     | Ghi bàn | Kết quả | Giải đấu                 |
| - | -------------------- | ------------------------------------------------- | ---- | ----------- | ------- | ------- | ------------------------ |
| 1 | 19 tháng 6 năm 2023  | Sân vận động Olympic Helsinki, Helsinki, Phần Lan | 2    | San Marino  | 3–0     | 6–0     | Vòng loại UEFA Euro 2024 |
| 2 | 19 tháng 6 năm 2023  | Sân vận động Olympic Helsinki, Helsinki, Phần Lan | 2    | San Marino  | 4–0     | 6–0     | Vòng loại UEFA Euro 2024 |
| 3 | 19 tháng 6 năm 2023  | Sân vận động Olympic Helsinki, Helsinki, Phần Lan | 2    | San Marino  | 5–0     | 6–0     | Vòng loại UEFA Euro 2024 |
| 4 | 17 tháng 11 năm 2023 | Sân vận động Olympic Helsinki, Helsinki, Phần Lan | 3    | Bắc Ireland | 2–0     | 4–0     | Vòng loại UEFA Euro 2024 |